# Костин, Мирон
Миро́н Кости́н (молд. Мирон Костин, 1633—1691) — молдавский летописец и политический деятель.

## Биография
Второй сын из одиннадцати детей гетмана Иона Костина и Сафты Скоарцеш, внучки господаря Мирона Барновского. Семья Мирона Костина находилась в родственных связях со старыми боярскими семьями Валика и Мовилэ.
Получил воспитание гуманистического и классического профиля, обучаясь в иезуитской коллегии города Бар (Речь Посполитая) в 1647—1650 годах. Изучил несколько иностранных языков: латинский, польский, русский, к которым позже добавятся турецкий и венгерский.
Воспитанный в польской среде, всю жизнь поддерживал тесные связи с политическими и культурными деятелями этой страны. Был приверженцем идеи польско-молдавского союза против Османской империи. По этой причине его некоторые произведения были посвящены исключительно высшим сановникам Польши, например, «Польская хроника», написанная для королевского конюшего Марка Мачинского, и «Польская поэма», посвящённая королю Яну Собескому. Вернувшись в Молдавию по приглашению Василия Лупу в 1652—1653 годах, занимал высшие должности, выполнял дипломатические миссии, участвовал в битвах.
Большой опыт в политическом и военном деле, широкий культурный горизонт и бесспорная писательская одарённость отразились в его произведениях, составляющих одну из вершин молдавской культуры XVII века.
Мирон Костин внёс большой вклад в становление молдавской и румынской поэзии. Философская поэма «Мирское житие» об изменчивости человеческой судьбы, особенно актуальная в контексте культуры барокко, раскрывает поэтические возможности румынского языка.
Талант литератора, богатый политический и боевой опыт и способности историка Мирона Костина полностью открываются в «Летописи Страны Молдавской от Аарона-воеводы до наших дней», охватывающей период 1595—1661, хотя нередко переступающей эти хронологические рамки с намёками на более древнюю историю и на события произошедшие после 1661 года. Продолжая, таким образом, хронику Григоре Уреке, Мирон Костин оставил всеобъемлющую картину политической эволюции в Молдавском княжестве, которую воспроизводит как после критического анализа источников, так и пользуясь собственными знаниями о ситуации в стране в течение последних трёх десятилетий. Наряду со многими литературными приёмами, которые он использует в своих описаниях, у него прежде всего проявилась способность портретиста, индивидуализирующего почти все исторические персонажи, о которых он рассказывает.

## Память
- В 2003 году в Молдове была выпущена почтовая марка, посвященная Костину Мирону.